# Байол
Байо̀л (на френски: Bailleul) е град в Северна Франция, департамент Нор на региона О дьо Франс. Намира се във Френска Фландрия, на 25 км северозападно от Лил и на 3 км от границата с Белгия. Населението му е около 13 600 души.

## Личности
В Байол е роден режисьорът Брюно Дюмон (р. 1958).